# Hermine
Mustela erminea
Pour les articles homonymes, voir Hermine (homonymie).
Espèce
Répartition géographique
Statut de conservation UICN

 LC  : Préoccupation mineure
Statut CITES
L'hermine (Mustela erminea) est un petit mammifère de la famille des Mustélidés, proche parente de la  belette (Mustela nivalis) avec lequel elle est souvent confondue. Originellement considérée comme une seule espèce, des études génétiques menées en 2021 ont révélé l’existence d’une scission en trois espèces distincte : L’hermine d’Amérique (Mustela richardsonii) et l’hermine Haida (Mustela haidarum) en Amérique du Nord, les populations eurasiatiques conservent la dénomination initiale. 

## Étymologie
Le mot « hermine » est attesté en français dès le milieu du XIIe siècle. Il vient du latin armenius, signifiant « arménien », en raison de l'abondance de ces animaux en Arménie, devant son nom vernaculaire au latin armenius mus, « rat/souris d'Arménie ».

## Description
La taille des hermines varie considérablement mais, dans leur espace, le mâle est toujours plus grand que la femelle. L'hermine mâle adulte mesure 21 à 37 cm de long pour la tête et le corps, plus 7 à 13 cm pour la queue. L'hermine femelle adulte mesure 21 à 31 cm pour la tête et le corps, plus 8 à 11 cm pour la queue. Les mâles pèsent entre 85 et 320 g et les femelles entre 100 et 205 g. L'espérance de vie de l'hermine est de quatre à cinq ans.
Le pelage de l’hermine fait l’objet de deux mues par an, l’une en automne et l’autre au printemps. La mue automnale, comme celle du Lièvre variable ou du Lagopède alpin, lui confère un pelage hivernal blanc, où seul le bout de la queue reste noir. La mue printanière quant à elle, qui commence vers la mi-mars juste avant la saison des amours, lui attribue une fourrure brune, à l’exception du ventre qui reste blanc ou jaunâtre. Au moment de la mue, en automne, le fond du poil est blanc, tandis que la pointe est encore plus ou moins brune. Ces mues permettent à l'hermine de se camoufler au mieux. En hiver, son pelage blanc se confond avec la neige. Le bout de la queue noir hiver comme été serait un moyen de faire diversion auprès des prédateurs. Ces mues affectent les hermines vivant au nord de leur aire de répartition, c’est-à-dire là où la neige est présente en hiver.

L'hermine ressemble à la Belette d'Europe. Elle est un peu plus grande, mais le moyen le plus sûr de les distinguer reste l'extrémité noire de la queue de l'hermine.

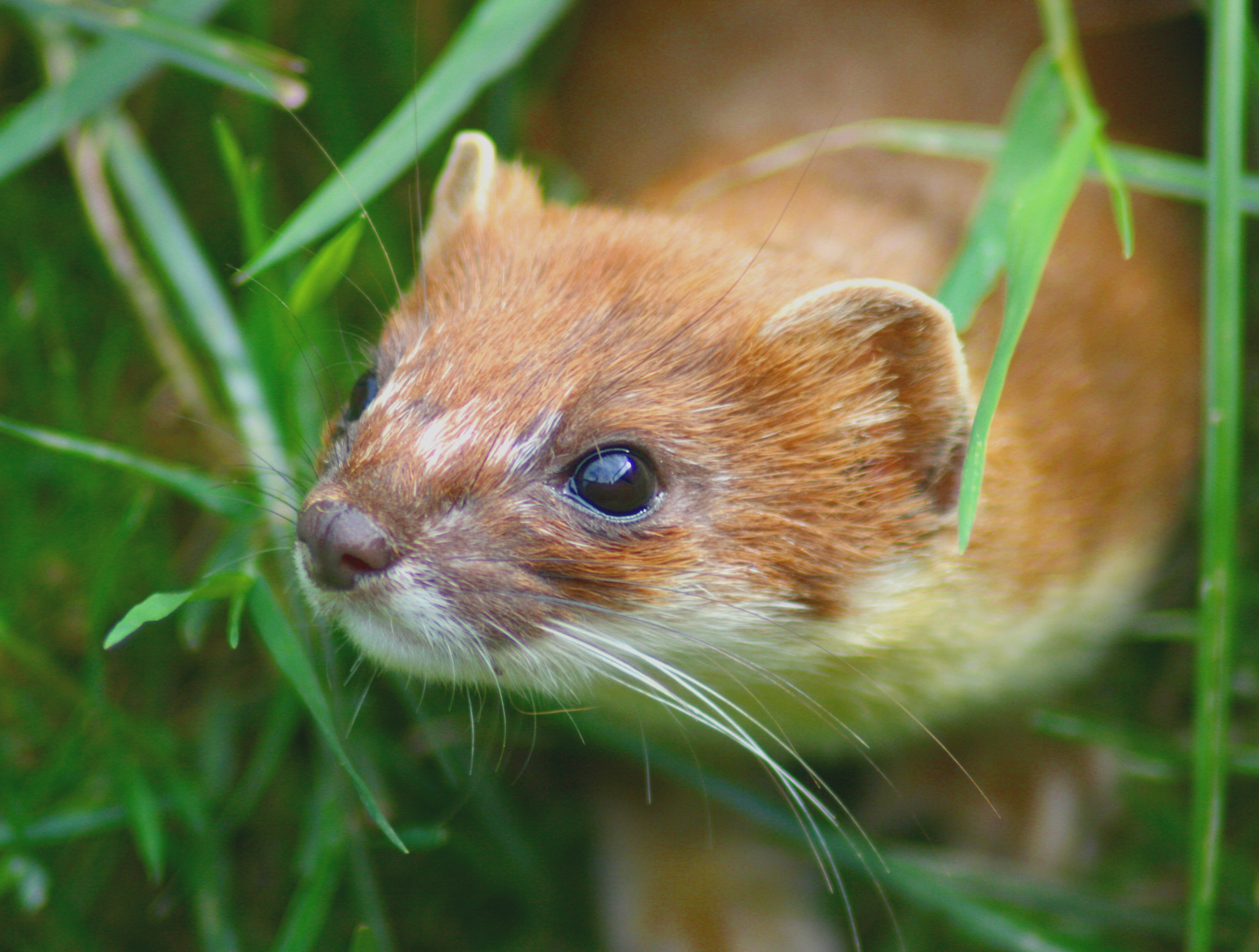
Tête.
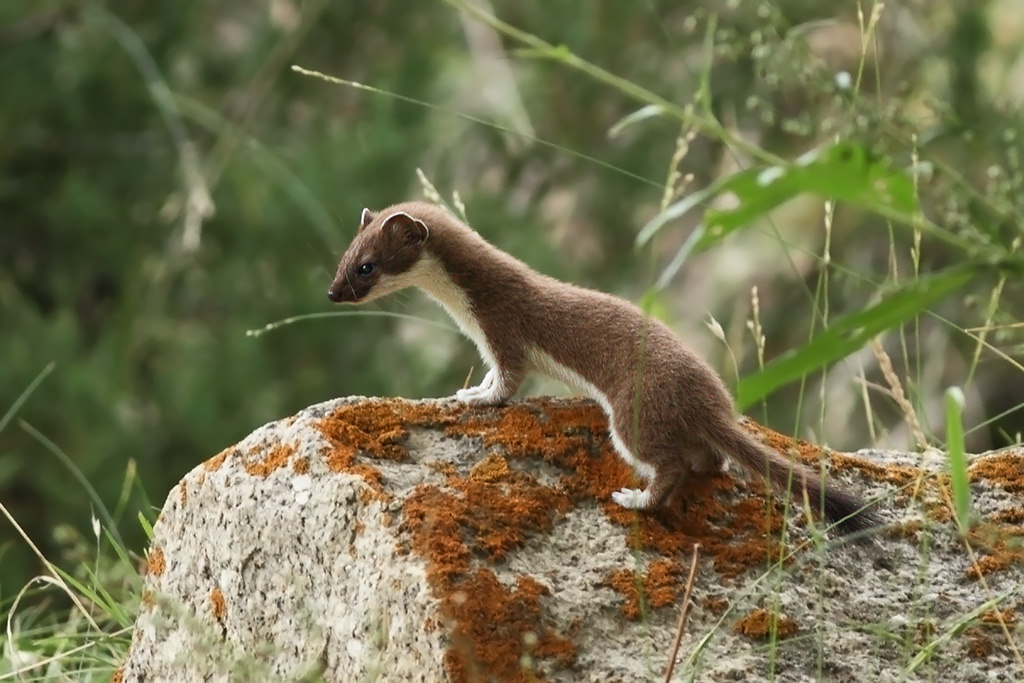
Pelage d'été.
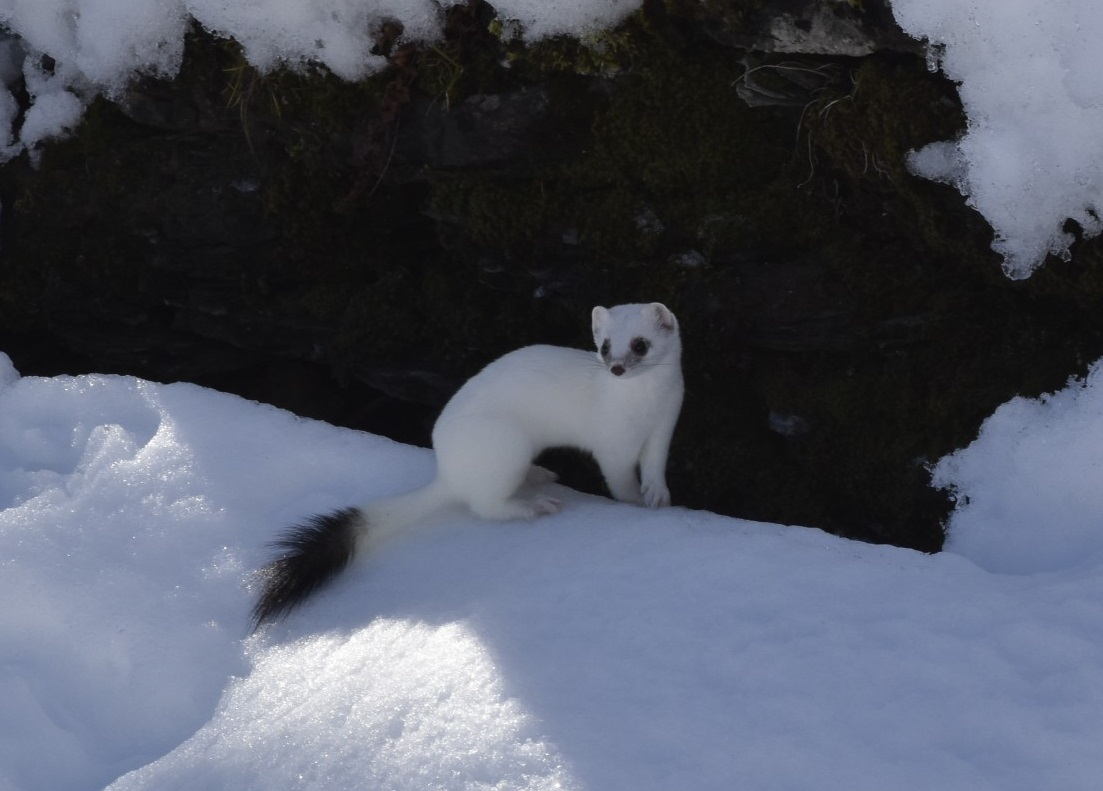
Pelage d'hiver (profil).
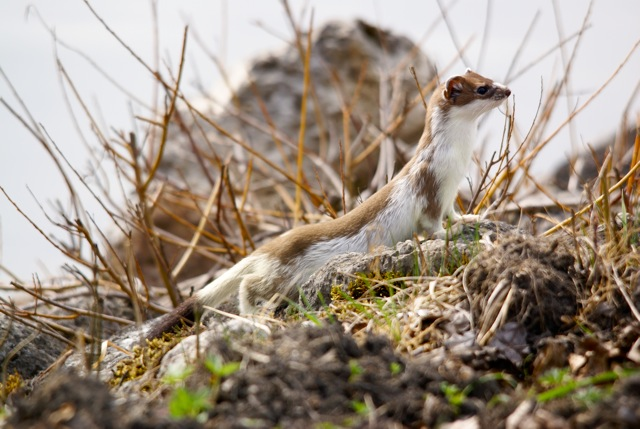
Pelage intermédiaire.
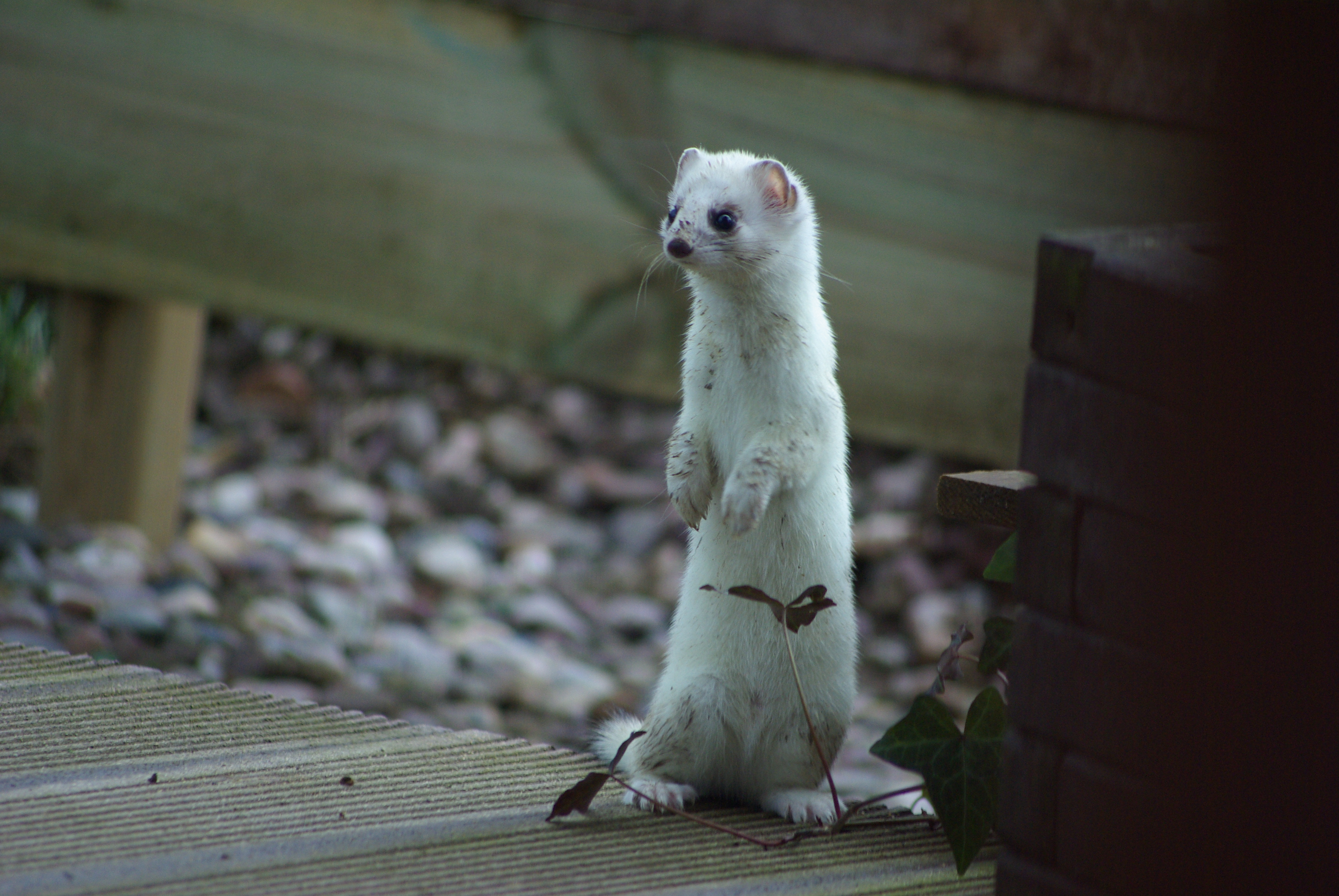
Pelage d'hiver (face).
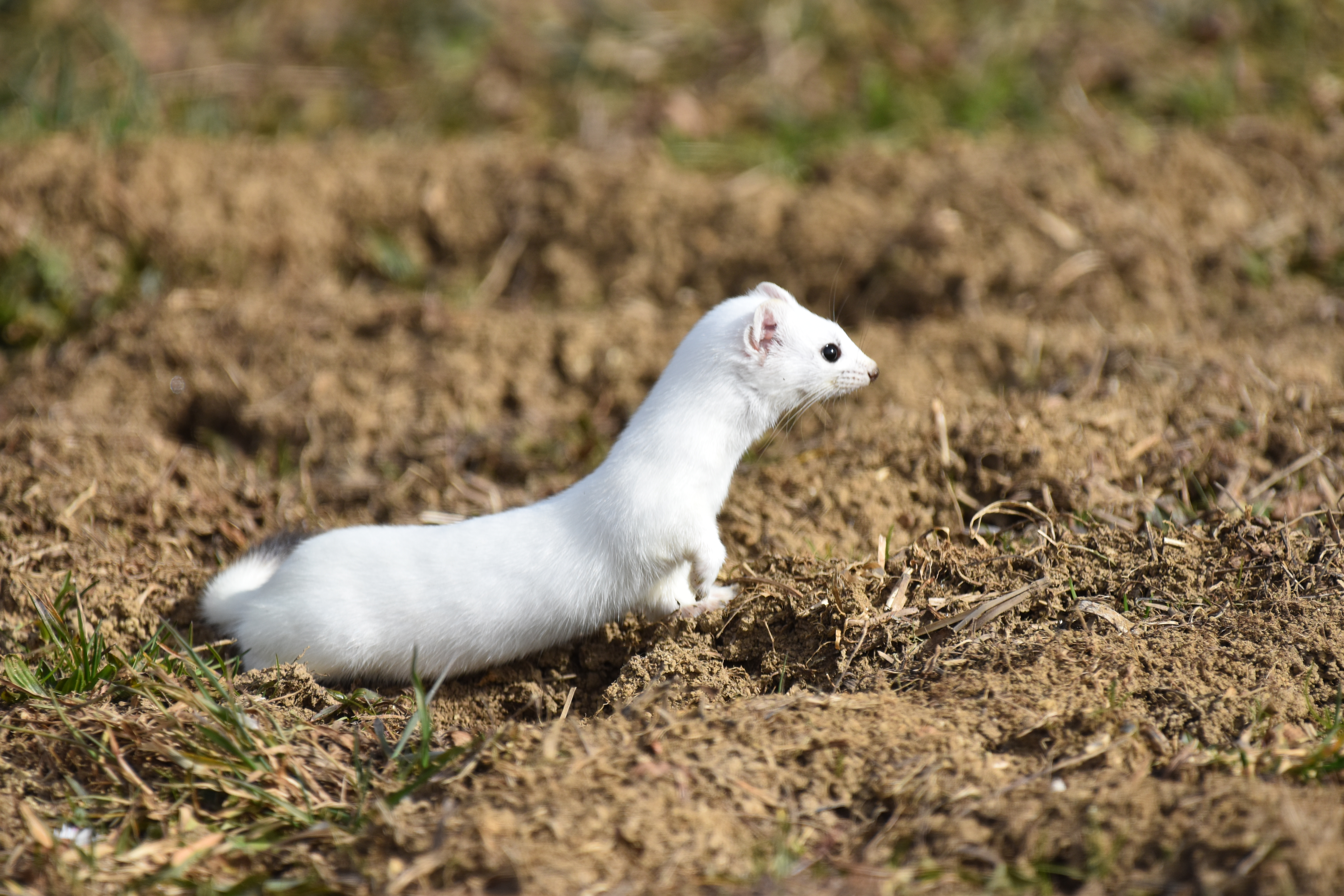
Quand la neige se fait plus rare à cause des changements climatiques l'hermine garde son pelage blanc et est donc particulièrement repérable par ses prédateurs.

## Écologie et comportement

### Comportement
L'hermine est tant nocturne que diurne, mais est davantage active la journée en été et la nuit en hiver. Elle vit seule et ne tolère pas d'individus du même sexe sur son territoire. Les mâles ont des territoires beaucoup plus grands que les femelles, territoires dont la taille varie fortement (de 4 à 50 hectares) selon la saison, l'abondance de nourriture et de femelles. Le territoire d'une hermine mâle comprend généralement plusieurs territoires de femelles. Les vieux mâles dominants peuvent avoir des territoires cinquante fois plus grands que les jeunes mâles dominés. Tant les mâles que les femelles marquent leurs territoires avec de l'urine, des déjections et deux types de marques odorantes : les marques anales sont destinées à montrer l'occupation d'un territoire et les frottements corporels sont associés à des combats. L'hermine consacre quatre à cinq heures par jour à la chasse. Elle se déplace par bonds et longe souvent des rivières, des murets ou des haies. Elle a également l'habitude de se dresser sur ses pattes arrière pour voir plus loin.
L'hermine ne creuse pas elle-même les endroits où elle gîte, mais occupe les terriers des rongeurs qu'elle chasse,. Les peaux et les fourrures des rongeurs tués sont utilisées pour tapisser le terrier. Ce dernier est parfois situé dans des endroits apparemment inappropriés, par exemple parmi les rondins empilés contre les murs des maisons. L'hermine habite également les vieilles souches en décomposition, sous les racines des arbres, dans les tas de broussailles, les meules de foin, les buttes de tourbière, les fissures des bâtiments, les amas de pierres, les fentes rocheuses et même les nids de pie. Les mâles et les femelles vivent généralement séparés, mais proches les uns des autres. Chaque hermine a plusieurs terriers dispersés dans son territoire. Chaque terrier possède plusieurs galeries, généralement à moins de 30 cm de la surface du sol.
L'hermine est un animal généralement silencieux, mais peut produire une gamme de sons similaires à ceux de la belette d'Europe. Les hermines produisent un fin gazouillis. Les adultes trillent avec excitation avant de s'accoupler et indiquent leur soumission par des trilles, des gémissements et des couinements silencieux. Lorsqu'elle est nerveuse, l'hermine émet un sifflement, qui est entrecoupé d'aboiements ou de cris aigus et de cris prolongés lorsqu'elle est agressive.
Le comportement agressif d'une hermine vis-à-vis d'une congénère se manifeste sous les formes suivantes :
- Une approche sans contact, qui s'accompagne parfois d'un affichage de la menace et d'une vocalisation de l'animal approché.
- Une poussée vers l'avant, accompagnée d'un cri aigu, qui est généralement effectué par des hermines défendant un nid ou un lieu de retraite.
- L'occupation du nid, lorsqu'une hermine s'approprie le site de nidification d'un individu plus faible.
- Le cleptoparasitisme, dans lequel une hermine dominante s'approprie la proie d'une hermine plus faible, généralement après une lutte.

Les hermines soumises expriment leur statut en évitant les animaux de rang supérieur, en les fuyant ou en émettant des gémissements ou des cris.

### Alimentation
L'hermine se nourrit essentiellement de petits rongeurs, plus rarement de lagomorphes, de musaraignes, d'oiseaux, de grenouilles, ou d'insectes. Les campagnols peuvent représenter jusqu'à 90% de son alimentation là où ils sont fréquents. Les proies fréquentes comprennent également, selon les lieux, le Hamster d'Europe ou les pikas, et ce alors même que ces animaux sont plus grands que les hermines. Au Royaume-Uni, l'hermine mange de nombreux lapins, alors qu'en Irlande elle chasse beaucoup de musaraignes et de rats. En Amérique du Nord, elle doit faire face à la concurrence de la Belette à longue queue pour les rats et les lapins et se rabat donc sur les souris, les campagnols, les musaraignes et les jeunes Lapins d'Amérique. En Nouvelle-Zélande enfin, l'hermine se nourrit de nombreux oiseaux, dont plusieurs espèces rares : différentes espèces de kiwis, le Nestor superbe, Mohoua à tête jaune, la Perruche à tête d'or ou le Pluvier roux. Les fluctuations des populations d'hermines suivent par conséquent celles de leurs proies principales et semblent plus importantes aux latitudes élevées.
L'hermine est un prédateur opportuniste qui se déplace rapidement et cherche de la nourriture dans tous les terriers ou crevasses disponibles. En raison de leur grande taille, les mâles réussissent moins bien que les femelles à poursuivre les rongeurs loin dans les tunnels. Les hermines grimpent régulièrement aux arbres pour accéder aux nids d'oiseaux et sont des pilleuses de nichoirs, en particulier ceux des grandes espèces. On dit que l'hermine hypnotise ses proies par une "danse" (parfois appelée la danse de la guerre des hermines), bien que ce comportement puisse être lié aux infections de Skrjabingylus. L'hermine cherche à immobiliser ses plus grosses proies, comme les lapins, par une morsure à la colonne vertébrale, à l'arrière du cou. L'hermine peut tuer en excès lorsque l'occasion se présente, bien que les proies en excès soient généralement mises en cache et mangées plus tard pour éviter l'obésité, car les hermines en surpoids ont tendance à être désavantagées lorsqu'elles poursuivent leurs proies dans leurs terriers. Les petites proies meurent généralement instantanément d'une morsure à la nuque, alors que les proies plus grosses, comme les lapins, meurent généralement du choc, car les canines de l'hermine sont trop courtes pour atteindre la colonne vertébrale ou les artères principales.
Les besoins énergétiques de l'hermine font qu'elle peut ingérer chaque jour plus de la moitié de son poids. L'hermine est cependant attirée par les refuges, les chalets d'alpage et de façon générale tous les endroits fréquentés par les hommes car elle sait qu'elle pourra, avec un peu de chance, y trouver quelque nourriture.

### Prédation
L'hermine compte de nombreux prédateurs, qu'il s'agisse de rapaces (buses, aigles, grand-duc ou Chouette effraie) ou de mammifères (renards, Chats sauvages ou Chats domestiques).

### Reproduction
La période des amours des hermines a lieu dans l'hémisphère nord entre avril et juillet, après la mue de l'été. C'est aussi à cette époque qu'elles peuvent être observées le plus facilement car elles ont alors tendance à oublier les principes de sécurité les plus évidents vis-à-vis de leurs prédateurs. Au printemps, les testicules du mâle sont gonflés, un processus qui s'accompagne d'une augmentation de la concentration de testostérone dans le plasma. La spermatogenèse a lieu en décembre et les mâles sont fertiles de mai à août, après quoi les testicules régressent. Les hermines femelles ne sont généralement en chaleur que pendant une brève période, qui est déclenchée par des changements dans la longueur des jours. La copulation peut durer jusqu'à une heure. Les hermines ne sont pas monogames, les portées étant souvent de paternité mixte. Deux semaines après la fécondation, le développement des ovules s'interrompt. Il reprend environ dix mois après, au début du printemps suivant, la mise à bas se faisant 28 jours plus tard. Les portées sont généralement de trois à quatre petits, mais ce chiffre peut monter jusqu'à douze lorsque les conditions sont idéales. Les petits naissent sourds, aveugles, édentés et nus. Ils pèsent 3 g en moyenne. Le mâle ne joue aucun rôle dans l'élevage des jeunes. Les dents de lait apparaissent après trois semaines et de la nourriture solide est consommée après un mois. Les yeux s'ouvrent après cinq à six semaines, tandis que le noir au bout de la queue apparaît une semaine plus tard. L'allaitement s'arrête après douze semaines. Avant l'âge de cinq à sept semaines, les petits ont une mauvaise thermorégulation, de sorte qu'ils se blottissent les uns contre les autres pour se réchauffer lorsque la mère est absente. Les hermines quittent leurs mères au bout de trois mois. La maturité sexuelle est atteinte à dix ou onze mois pour les mâles et à deux à trois semaines pour les femelles alors qu'elles sont encore aveugles, sourdes et nues,. Elles sont généralement accouplées avec des mâles adultes avant même d'être sevrées.

### Maladies et parasites
La tuberculose a été signalée chez les hermines vivant dans l'ex-Union soviétique et en Nouvelle-Zélande. Elles sont largement résistantes à la tularémie, mais sont réputées souffrir de la maladie de Carré en captivité. Des symptômes de gale ont également été enregistrés.
Les hermines sont vulnérables aux ectoparasites de leurs proies et des nids d'autres animaux qu'elles ne chassent pas. Le pou Trichodectes erminea a été observé chez les hermines vivant au Canada, en Irlande et en Nouvelle-Zélande. En Europe continentale, 26 espèces de puces sont signalées comme infestant les hermines, dont Rhadinospylla pentacantha, Megabothris rectangulatus, Orchopeas howardi, Spilopsyllus ciniculus, Ctenophthalamus nobilis, Dasypsyllus gallinulae, Nosopsyllus fasciatus, Leptospylla segnis, Ceratophyllus gallinae, Parapsyllus n. nestoris, Amphipsylla kuznetzovi et Ctenopsyllus bidentatus. Les espèces de poux connues pour infester les hermines sont Mysidea picae et Polyplax spinulosa. Les espèces d'acariens connues pour infester les hermines comprennent Neotrombicula autumnalis, Demodex erminae, Eulaelaps stabulans, Gymnolaelaps annectans, Hypoaspis nidicorva et Listrophorus mustelae, notamment les tiques Ixodes canisuga, I. hexagonus, et I. ricinus et également Haemaphysalis longicornis.
Le nématode Skrjabingylus nasicola est particulièrement menaçant pour les hermines, car il érode les os des sinus nasaux et diminue la fertilité. D'autres espèces de nématodes connues pour infecter les hermines sont Capillaria putorii, Molineus patens et Strongyloides martes. Les espèces de cestodes connues pour infecter les hermines comprennent Taenia tenuicollis, Mesocestoides lineatus et rarement Acanthocephala.

## Répartition et habitat

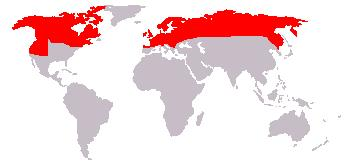
Répartition de l'habitat de l'hermine.

### Répartition
Les hermines sont présentes dans l'hémisphère nord, et plus particulièrement dans une zone qui va globalement du tropique du Cancer au cercle polaire arctique. On la retrouve donc tant en Europe qu'en Asie et en Amérique du Nord. En Europe, on trouve l'hermine jusqu'au sud des Pyrénées et des Alpes et elle est donc absente de la plus grande partie de l'Espagne et de l'Italie, ainsi que du sud de la France. Elle est en revanche absente d'Islande, des Svalbard et de certaines îles de l'Atlantique Nord. En Amérique du Nord, l'hermine est présente en Alaska, au Canada et dans une grande partie des États-Unis jusqu'au centre de la Californie, le nord de l'Arizona et du Nouveau-Mexique, l'Iowa, la région des Grands Lacs, la Nouvelle-Angleterre et la Pennsylvanie. Au Japon, l'hermine est présente à Hokkaido et dans le nord de Honshu. En France, elle est notamment présente dans les secteurs agricoles du massif des Ardennes, l'Auvergne ou le Larzac.
En 2018 l'hermine a été choisie comme animal de l'année en Suisse par l'organisation Pro Natura, dans ce pays ce petit prédateur est victime de la disparition de son biotope : le paysage agricole.

### Introduction en Nouvelle-Zélande
Les hermines furent introduites en Nouvelle-Zélande à la fin du XIXe siècle pour lutter contre les populations de lapins de garenne, mais constituent désormais une menace majeure pour de nombreuses espèces d'oiseaux. Des scientifiques, tels que l'ornithologue néo-zélandais Walter Buller, s'étaient opposés à cette introduction dès que le projet avait été présenté, mais n'ont pas été écoutés. Un déclin notable du nombre d'oiseaux est constaté dès les six premières années suivant l'introduction de l'hermine. Aujourd'hui, les hermines sont abondantes dans les forêts de hêtres de Nouvelle-Zélande (Nothofagus sp.) où les populations de Souris grises constituent une bonne partie de leur alimentation. Elle y est désormais considérée comme une espèce invasive, en raison notamment des dégâts qu'elle provoque dans les populations de différentes espèces de kiwis dont elle mange les poussins et dans les populations d'oiseaux nichant dans des cavités.

### En Afrique du Nord

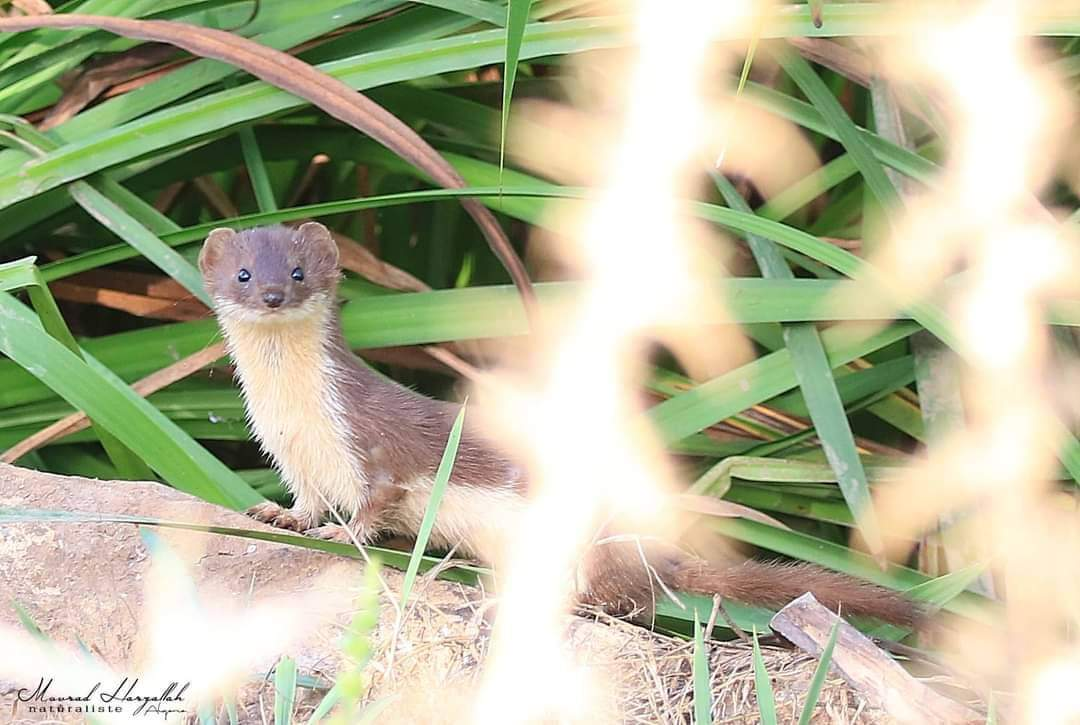
Une photo d'une hermine dans le nord de l'Algérie, El Kala

### Habitat
L'hermine est présente dans les secteurs de bocage et les prairies, mais beaucoup plus rarement en forêt. Au niveau de l'altitude, on la trouve du bord de la mer à la haute montagne (3 000 m). On la trouve aussi en hiver dans les chalets d'alpage.

## Systématique

### Taxonomie
L'hermine est classée dans la sous-famille des Mustelinae, et plus particulièrement dans le genre Mustela qui comprend également la Belette d'Europe, le putois ou le furet.
En 2005, trente-sept sous-espèces d'hermines étaient reconnues :
| Sous-espèce        | Autorité                          | Description | Répartition | Synonymes |
| ------------------ | --------------------------------- | --- | --- | --- |
| M. e. erminea      | Linnaeus, 1758                    | Sous-espèce petite à moyenne avec une tête relativement courte et large. | Péninsule de Kola, Scandinavie. | hyberna (Kerr, 1792) maculata (Billberg, 1827) |
| M. e. aestiva      | Kerr, 1792                        | Sous-espèce de taille moyenne avec une fourrure d'été sombre, fauve ou châtaigne. Elle est plus grande que la M. e. erminea. | Russie d'Europe (excepté la Péninsule de Kola), Europe centrale et occidentale.                                                                                        | algiricus (Thomas, 1895) alpestris (Burg, 1920) giganteus (Burg, 1920) major (Nilsson, 1820)                                                                                   |
| M. e. alascensis   | Merriam, 1896                     | Similaire à M. e. arctica, mais avec un squelette plus large et des pointes blanches plus étendues sur les membres. | Juneau, Alaska. | |
| M. e. anguinae     | Hall, 1932                        | | Île de Vancouver. | |
| M. e. arctica      | Merriam, 1826                     | Une grande sous-espèce, avec un pelage d'été brun jaunâtre foncé, un ventre jaune foncé et un crâne massif ; elle ressemble plus à la sous-espèce M. e. aestiva qu'à toute autre sous-espèce d'hermine américaine.                                                                                           | Alaska, Nord-Ouest du Canada et archipel Arctique (excepté l'île de Baffin).                                                                                           | audax (Barrett-Hamilton, 1904) kadiacensis (Merriam, 1896) kadiacensis (Osgood, 1901) richardsonii (Bonaparte, 1838)                                                           |
| M. e. augustidens  | Brown, 1908                       | | | |
| M. e. bangsi       | Hall, 1945                        | | Régions à l'Ouest des Grands Lacs. | cicognani (Mearns, 1891) pusillus (Aughey, 1880) |
| Mustela e. celenda | Hall, 1944                        | | | |
| M. e. cigognanii   | Bonaparte, 1938                   | Sous-espèce de petite taille avec une fourrure d'été brun foncé; squelette plus léger que celui de la M. e. arctica. | Régions au Nord et à l'Est des Grands Lacs. | pusilla (DeKay, 1842) vulgaris (Griffith, 1827) |
| M. e. fallenda     | Hall, 1945                        | | | |
| M. e. ferghanae    | Thomas, 1895                      | Une petite sous-espèce ; elle a un pelage très clair, brun-paille ou grisâtre, qui est court et doux. Des taches claires, formant parfois un collier, sont présentes sur le cou. Elle ne devient pas blanche en hiver<.                                                                                      | Chaînes de montagnes de Tian Shan et de Pamir-Alay en Afghanistan, en Inde, dans l'ouest du Tibet et dans les autres régions chinoises du Tian Shan.                   | shnitnikovi (Ognev, 1935) whiteheadi (Wroughton, 1908) |
| Mustela e. gulosa  | Hall, 1945                        | | | |
| M. e. haidarum     | Preble, 1898                      | | Haïda Gwaïï. | |
| M. e. hibernica    | Thomas et Barrett-Hamilton, 1895  | Plus grande que la M. e. aestiva, mais plus petite que la M. e. stabilis. Elle se distingue par l'irrégularité de la ligne de démarcation entre la fourrure foncée et la fourrure claire sur les flancs, bien que 13,5 % des hermines irlandaises présentent la ligne de démarcation droite la plus typique. | Irlande et Île de Man. | |
| M. e. initis       | Hall, 1945                        | | | |
| M. e. invicta      | Hall, 1945                        | | | |
| M. e. kadiacensis  | Merriam, 1896                     | | Île Kodiak. | |
| M. e. kaneii       | Baird, 1857                       | Une sous-espèce de taille moyenne. Elle est plus petite que M. e. tobolica, avec des similarités étroites avec M. e. arctica. La couleur du pelage d'été est relativement claire, avec des nuances de brun-jaune d'intensité variable.                                                                       | Hokkaido, est de la Sibérie et extrême-orient russe, y compris le Kamtchatka, mais sans l'oblast de l'Amour, le kraï du Primorié, la Transbaïkalie et les monts Saïan. | baturini (Ognev, 1929) digna (Hall, 1944) kamtschatica (Dybowski, 1922) kanei (G. Allen, 1914) naumovi (Jurgenson, 1938) orientalis (Ognev, 1928) transbaikalica (Ognev, 1928) |
| M. e. karaginensis | Jurgenson, 1936                   | Une sous-espèce très petite avec un pelage d'été de couleur châtaigne clair. | Île Karaguinski. | |
| M. e. lymani       | Hollister, 1912                   | Une sous-espèce de taille moyenne avec un pelage moins dense que celui de M. e. tobolica. La couleur de son pelage d'été se compose de tons brun rougeâtre faiblement développés. Le crâne est similaire à celui de M. e. aestiva.                                                                           | Montagnes du sud de la Sibérie à l'est du lac Baïkal et régions contiguës de la Mongolie.                                                                              | |
| M. e. martinoi     | Ellerman et Morrisson-Scott, 1951 | | | birulai (Martino, 1930) |
| M. e. minima       | Cavazza, 1912                     | | Hautes vallées des Alpes. | |
| M. e. mongolica    | Ognec, 1928                       | | Govi-Altai. | |
| M. e. muricus      | Bangs, 1899                       | | Extrémité sud de l'aire de peuplement américaine: Nevada, Utah, Colorado, etc.                                                                                         | leptus (Merriam, 1903) |
| M. e. nippon       | Cabrera, 1913                     | | Nord de l'île de Honshu. | |
| M. e. ognevi       | Jurgenson, 1932                   | | | |
| M. e. olympica     | Hall, 1945                        | | Péninsule Olympique, État de Washington. | |
| M. e. polaris      | Barrett-Hamilton, 1904            | | Groenland. | |
| M. e. richardsonii | Bonaparte, 1838                   | Similaire à la M. e. cigognanii, mais plus grande et avec un pelage d'été brun chocolat terne. | Terre-Neuve, Labrador et presque tout le Canada. | imperii (Barrett-Hamilton, 1904) microtis (J. A. Allen, 1903) mortigena (Bangs, 1913)                                                                                          |
| M. e. ricinae      | Miller, 1907                      | | Hébrides. | |
| M. e. salva        | Hall, 1944                        | | | |
| M. e. seclusa      | Hall, 1944                        | | | |
| M. e. semplei      | Sutton et Hamilton, 1932          | | Île de Baffin et régions adjacentes du continent. | iabiata (Degerbøl, 1935) |
| M. e. stabilis     | Barrett-Hamilton, 1904            | Plus grande que les hermines d'Europe continentale. | Grande-Bretagne, introduite en Nouvelle-Zélande. | |
| M. e. stratori     | Merriam, 1896                     | | | |
| M. e. teberdina    | Korneev, 1941                     | Petite sous-espèce avec un pelage d'été de couleur café à roux-fauve. | Pentes nord du Caucase. | balkarica (Basiev, 1962) |
| M. e. tobolica     | Ognev, 1923                       | Grande sous-espèce; un peu plus grande que la M. e. aestiva avec un pelage long et dense. | Sibérie occidentale, à l'est du Ienisseï et des montagnes de l'Altaï; Kazakhstan.                                                                                      | |

Une étude de 2021 a révélé que certaines sous-espèces d’Hermines présentes en Amérique du Nord, notamment M. e. richardsonii étaient en fait des sous-espèces issues d'une espèce distincte de M. erminea, désignée sous le nom d’« hermine d'Amérique » (Mustela richardsonii), formant alors un clade génétique distinct de M. erminea,,. La découverte a été acceptée par la American Society of Mammalogists. L’hermine haïda (M. haidarum), également considérée comme une sous-espèce de M. erminea, est considérée comme une espèce hybride issue d'une ancienne hybridation entre M. erminea et M. richardsonii.

### Histoire évolutive
L'ancêtre direct de l'hermine est Mustela palerminea, un carnivore commun en Europe centrale et orientale au Pléistocène moyen, qui s'est répandu en Amérique du Nord à la fin de l'ère Blanca ou au début de l'ère Irvingtonienne. L'hermine est le produit d'un processus commencé il y a 5 à 7 millions d'années, lorsque les forêts du nord ont été remplacées par des prairies ouvertes, provoquant ainsi une évolution explosive de petits rongeurs fouisseurs. Les ancêtres de l'hermine étaient plus grands que l'espèce actuelle et ont subi une réduction de taille en exploitant cette nouvelle source de nourriture. L'hermine est apparue pour la première fois en Eurasie, peu après l'apparition de la Belette à longue queue en Amérique du Nord, il y a deux millions d'années. L'hermine a prospéré pendant la période glaciaire, car sa petite taille et son long corps lui permettaient de se déplacer facilement sous la neige et de chasser dans des terriers. L'hermine et la Belette à longue queue sont restées géographiquement séparées jusqu'à il y a 500 000 ans, lorsque la chute du niveau de la mer a permis à l'hermine de passer par la Béringie.
Les analyses phylogénétiques combinées indiquent que le parent vivant le plus proche de l'hermine est la Belette de montagne (Mustela altaica), bien qu'elle soit également étroitement apparentée à la Belette d'Europe (Mustela nivalis) et à la Belette à longue queue (Mustela frenata). Ses autres parents les plus proches sont la Belette de Colombie (Mustela felipei) et la Belette tropicale (Mustela africana).

## L'hermine et l'homme

### Populations et conservation
L'hermine est classée en préoccupation minimale par l'Union internationale pour la conservation de la nature (IUCN) en raison de sa très grande aire de distribution et de la stabilité à moyen terme de ses effectifs. En revanche, dans des territoires plus spécifiques, l'hermine peut être menacée par une chasse excessive ou par une perte de ses habitats (défrichages notamment). L'ensemble de ses sous-espèces ne sont par ailleurs pas abondantes et la sous-espèce M. e. ferghanae, qui vit dans l'Himalaya, est considérée comme rare. La population indienne de cette sous-espèce est d'ailleurs inscrite à l'annexe III de la Convention sur le commerce international des espèces de faune et de flore sauvages menacées d'extinction (CITES), réglementant ainsi son commerce. En Europe, l'hermine figure dans l'annexe III de la Convention relative à la conservation de la vie sauvage et du milieu naturel de l'Europe (Convention de Berne), ce qui lui vaut le statut d'espèce de faune protégée. L'hermine est par ailleurs protégée par le droit national dans quelques pays tels que l'Inde ou l'Espagne, mais cette protection n'est pas forcément mise en œuvre.

### Animal domestique
Les hermines étaient populaires en tant que prédateurs de rongeurs dans de nombreuses fermes avant la propagation du chat domestique. Elles sont également gardées comme animaux de compagnie depuis longtemps.

### Fourrure
Les peaux d'hermines sont très prisées dans le commerce de la fourrure, surtout pour les manteaux d'hiver, et sont utilisées pour garnir les manteaux et les étoles. La fourrure du manteau d'hiver est appelée hermine et est le symbole traditionnel ancien du duché de Bretagne formant le premier drapeau de cette nation. Il existe également un dessin appelé hermine inspiré du manteau d'hiver de l'hermine et peint sur d'autres fourrures, comme le lapin. En Europe, ces fourrures sont un symbole de royauté et de haut statut. Les robes de cérémonie des membres de la Chambre des Lords britannique et les capes des universités d'Oxford et de Cambridge sont traditionnellement garnies d'hermine. Dans la pratique, le lapin ou la fausse fourrure sont maintenant souvent utilisés pour des raisons de coûts ou de droits des animaux. Les prélats de l'Église catholique portent encore des vêtements ecclésiastiques ornés d'hermine, signe de leur statut égal à celui de la noblesse.
Les fourrures d'hermines étaient également appréciées par les Tlingits et les autres peuples indigènes de la côte nord-ouest du Pacifique. Ils pouvaient être attachés à des insignes traditionnels et à des chapeaux d'écorce de cèdres comme symboles de statut social, ou ils étaient également transformés en habits.
L'hermine était un élément fondamental du commerce de la fourrure de l'Union soviétique et pas moins de la moitié des prises mondiales provenaient de l'intérieur de ses frontières<. L'Union soviétique avait également les peaux d'hermine de la plus haute qualité, la meilleure qualité de peaux nord-américaines n'étant comparable qu'à la neuvième qualité dans les critères de qualité des normes de l'ancienne Union soviétique. La chasse des hermines n'est jamais devenue une spécialité dans aucune république soviétique, la plupart des hermines étant capturées accidentellement dans des pièges ou à proximité des villages. En Union soviétique, les hermines étaient capturées soit avec des chiens, soit avec des pièges à boîte ou des pièges à mâchoires. Les fusils étaient rarement utilisés, car ils pouvaient endommager la fourrure. En Europe centrale et occidentale, la chasse à l'hermine a été pratiquée régulièrement jusque dans les années 1930. En Finlande, environ 30 000 fourrures d'hermines ont été vendues pendant cette seule décennie.

### Dans la culture

La Dame à l'hermine
Tableau de Léonard de Vinci (1483).

Hermine est un prénom féminin.

#### Folklore et mythologie
Dans la mythologie irlandaise, les hermines étaient considérées de manière anthropomorphique comme des animaux ayant une famille, qui organisaient des rituels pour leurs morts. Elles étaient également considérées comme des animaux nuisibles enclins au vol et leur salive était censée pouvoir empoisonner un être humain adulte. La rencontre d'une hermine lors d'un voyage était considérée comme porteuse de malchance, mais on pouvait l'éviter en la saluant comme une voisine. Les hermines étaient également censées contenir les âmes des enfants qui mouraient avant le baptême.
Dans le folklore du peuple Komi de l'Oural, les hermines symbolisent les belles jeunes femmes convoitées. Dans la religion zoroastrienne, l'hermine est considérée comme un animal sacré, car son manteau blanc d'hiver représentait la pureté. De même, Marie de Magdala était représentée comme portant une peau d'hermine blanche en signe de son caractère repenti. Une légende populaire européenne veut qu'une hermine blanche meure avant de laisser son pelage blanc et pur être souillé. Lorsqu'elle était poursuivie par des chasseurs, elle se retournait soi-disant pour se rendre aux chasseurs plutôt que de risquer de se souiller. Cette légende est à l'origine de la devise « malo mori quam foedari » (« plutôt mourir que d'être souillé »), de facto la devise de la Bretagne et de l'Ordre napolitain de l'hermine.

#### Héraldique
En héraldique, l'hermine est une fourrure ; on la considère comme étant formée de la fourrure de l'hermine sur laquelle sont parsemées les extrémités noires de la queue (les « mouchetures »). L'animal entier est plus rarement représenté. L'hermine est un des symboles historiques de la Bretagne depuis 1316. La chanson de Gilles Servat La Blanche hermine est d'ailleurs devenue un hymne pour les Bretons.

#### Arts

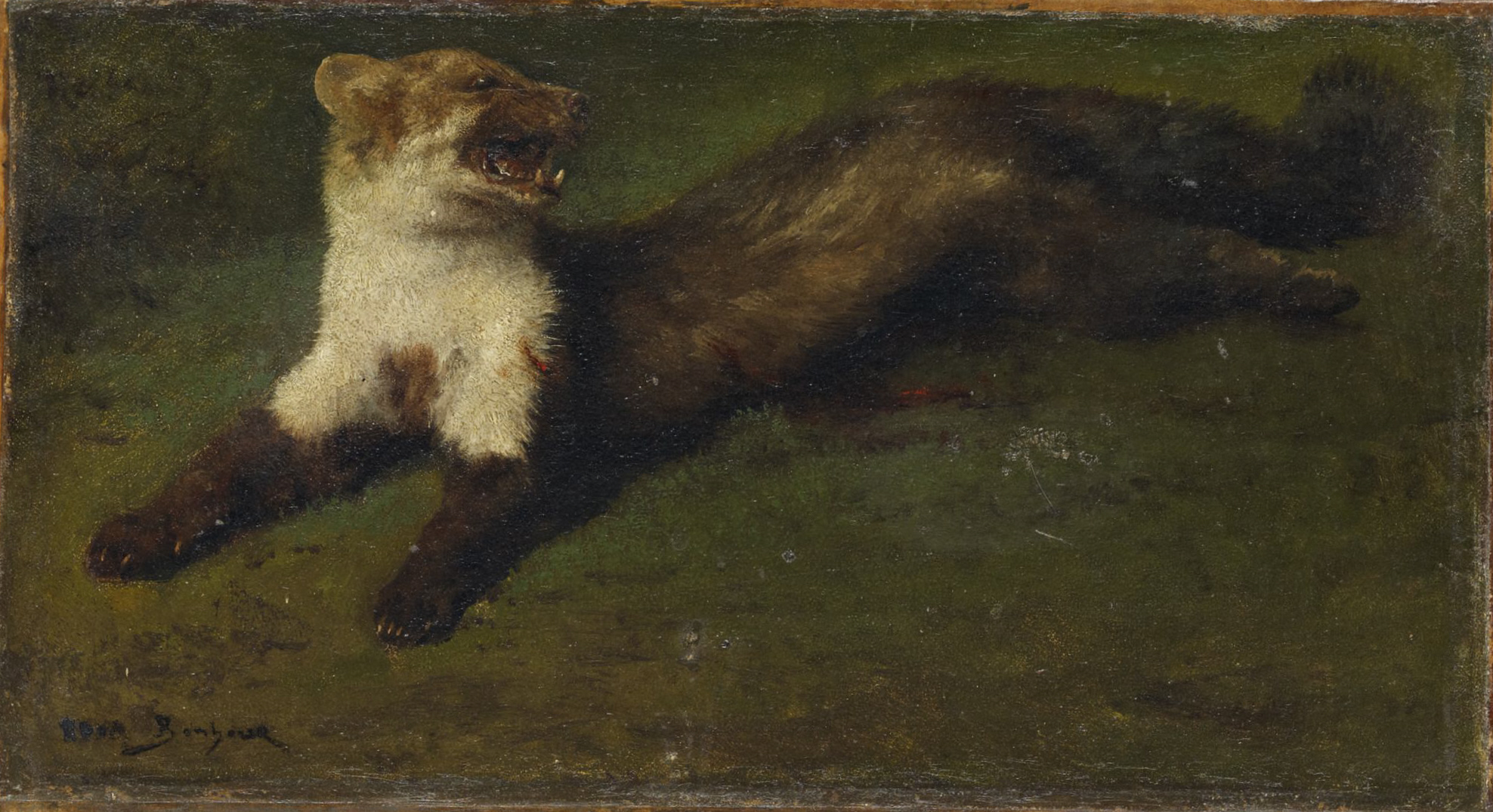
Hermine, Rosa Bonheur (1822-1899), collection privée, vente 2012.

L'hermine est un animal apprécié au Moyen Âge, comme beaucoup d'animaux blancs plus ou moins exotiques, elle peuple les ménageries appartenant à des hommes désirant afficher ainsi leur influence. L'usage ne tombera complètement en désuétude qu'à partir de l'époque romantique[réf. souhaitée]. Le célèbre tableau La Dame à l'hermine de Léonard de Vinci, portrait de Cecilia Gallerani, atteste cette mode. Toutefois l'énorme animal, dont la taille rapportée à la main de la dame peut être estimée entre 45 et 55 cm contre 22 à 32 cm pour une hermine, et dont les pattes avant ne sont pas assez trapues, est plus probablement un furet blanc, albinos, même si l'intention du peintre est bien de représenter une hermine.
L'Emblème 75 de Henry Peacham, qui représente une hermine poursuivie par un chasseur et deux chiens, est intitulé « Cui candor morte redemptus » (« La pureté achetée avec sa propre mort »). Peacham poursuit en prêchant que les hommes et les femmes devraient suivre l'exemple de l'hermine et garder leur esprit et leur conscience aussi purs que l'hermine légendaire garde sa fourrure.

### Ordres chevaleresques
Deux ordres de chevalerie séculiers ont été nommés d'après l'hermine :
- L'Ordre de l'hermine, fondé par le duc breton Jean IV en 1381, qui est passé sous le contrôle du roi de France au XVIe siècle - en liaison avec l'incorporation de la Bretagne à la couronne de France - et a ensuite sombré dans l'insignifiance.
- L'Ordre napolitain de l'hermine, fondé en 1464 par le roi Ferdinand Ier.